# Wiązanie O-glikozydowe

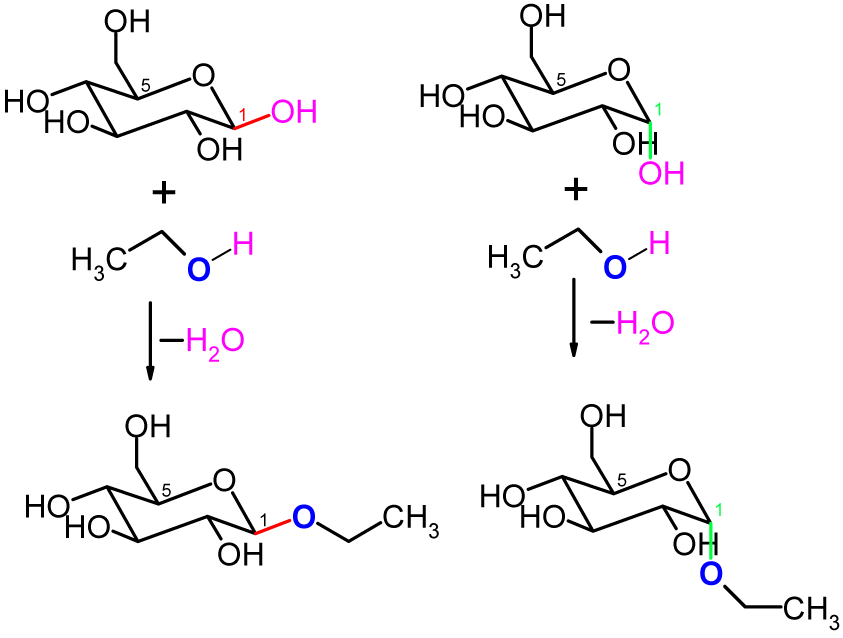
Schemat powstawania wiązania O-glikozydowego o konfiguracji β (po lewej) i α (po prawej)

Wiązanie O-glikozydowe – rodzaj wiązania glikozydowego łączący grupę hydroksylową (−OH) pierścieniowej formy węglowodanu z grupą hydroksylową innego związku. Najczęściej występują w dwucukrach lub wielocukrach. Z chemicznego punktu widzenia O-glikozydy są acetalami.